# Pantaleon Rosmann

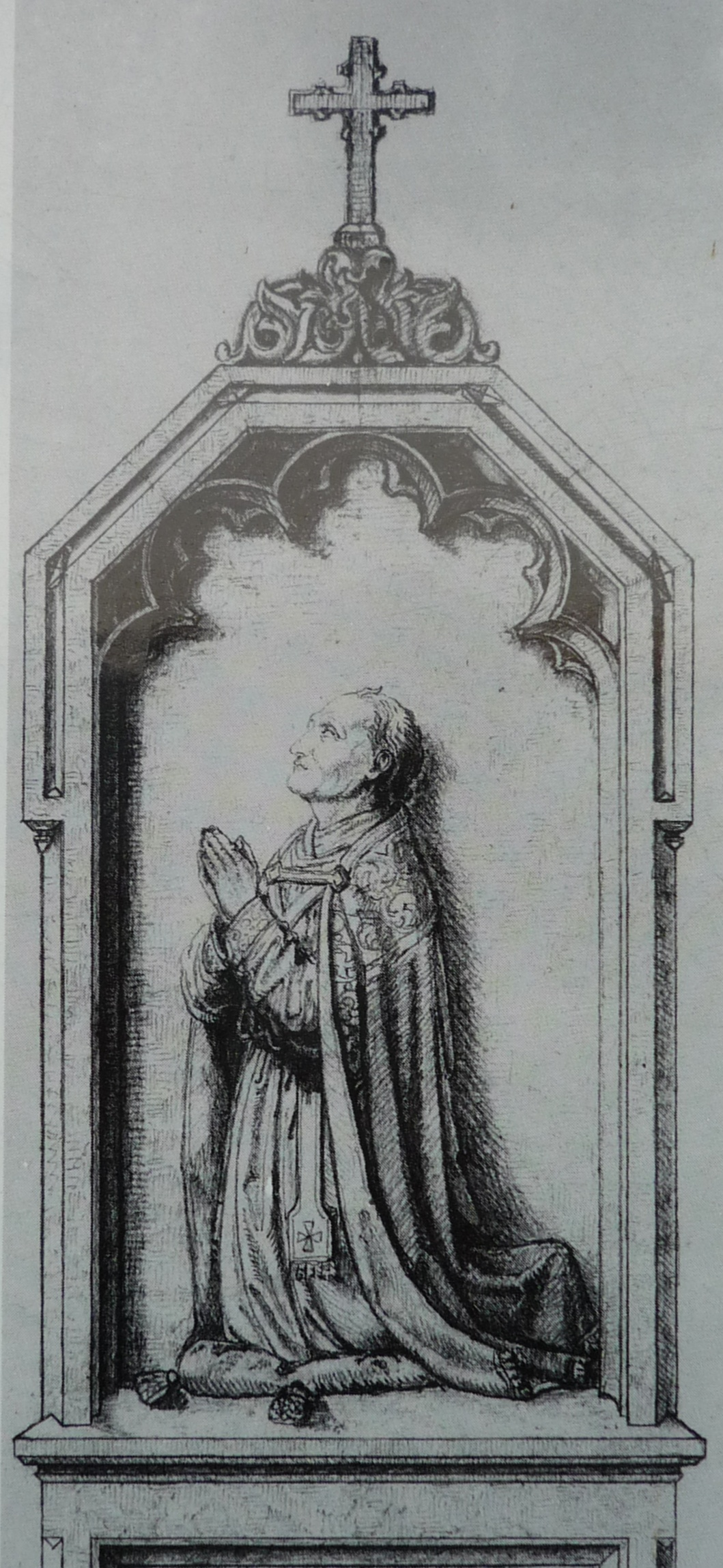
Épitaphe sur le panneau d'information devant l'ancienne église de l'hôpital (1856)

Pantaleon Rosmann (né le 6 août 1776 à Oberrotweil et mort le 3 mars 1853 à Vieux-Brisach) est un prêtre catholique et historien badois.

## Biographie
Pantaleon Rosmann est né à Rotweil, tout comme son ami et compagnon de longue date Faustin Ens (de) (1782-1858). Les deux étudient au lycée de Vieux-Brisach et à l'Université de Fribourg  Lorsque tous deux, en tant qu'Autrichiens, combattent les Français dans les guerres de coalition, leurs chemins se séparèrent : Ens est arrêté en 1799 et détenu pendant quelque temps dans les casemates de Vieux-Brisach. Rosmann, d'autre part, est devenu officier d'artillerie et participe à la prise de Vieux-Brisach le 12 octobre 1796. Selon Weiß, il a même capturé le drapeau français.
Il est ordonné prêtre à Meersburg le 14 septembre 1802 et travaille ensuite comme vicaire à Waldkirch bei Waldshut ainsi que comme aumônier à Waldshut, comme prêtre adjoint à Oberrimsingen et comme administrateur de la paroisse à Gündlingen. En 1806, il commence son service à Vieux-Breisach, d'abord comme vicaire, puis comme administrateur de la paroisse et enfin, à partir de 1819, comme curé de la ville et doyen de l'école. De 1834 à 1842, il agrandit sur la place du marché l'hôpital qui a été détruit pendant la guerre, principalement avec ses propres fonds.
En 1844, il précise que la tête momifiée, conservée à la Bibliothèque municipale de Colmar depuis 1796, n'est pas celle du chevalier Peter von Hagenbach. En 1851, Rosmann et Ens, devenus professeurs à Troppau, publient leur Geschichte der Stadt Breisach. La majeure partie du contenu et du capital du projet provient de Rosmann, tandis qu'Ens met l'œuvre en forme.
Pantaleon Rosmann décède le 3 mars 1853. Dans l'église de l'hôpital de Vieux-Brisach, il y a une épitaphe pour lui, réalisée par le sculpteur fribourgeois Josef Alois Knittel (de). Sa pierre tombale se trouve dans l'ancien cimetière de Vieux-Brisach sur la Josefskirche.
Rosmann reçoit la croix de chevalier de l'Ordre du Lion de Zaeringen en 1835 et citoyen d'honneur de Vieux-Brisach. Là, un hôpital est également nommé en 1958.

## Travaux
- avec Faustin Ens (de) : Geschichte der Stadt Breisach. Friedrich Wagner'sche Buchhandlung, Fribourg-en-Brisgau 1851 (copie électronique)